# Karta projektu
Karta Projektu (ang. Project Charter) – dokument definiujący zakres, udziałowców oraz cele projektu wymieniany pod tą nazwą przez PMBOK Guide. Dostarcza podstawowe informacje na temat ról oraz odpowiedzialności osób zaangażowanych w projekt (definiuje kierownika projektu, sponsora oraz klienta).
Metodyka PRINCE2 wymienia podobny dokument w aspekcie treści i przeznaczenia pod nazwą Project Brief (pol. „Podstawowe Założenia Projektowe”).
Zazwyczaj jest to krótki dokument, który odwołuje się do bardziej szczegółowych dokumentów takich jak zapytanie ofertowe czy specyfikacja istotnych warunków zamówienia (SIWZ).

## Zawartość
Zgodnie z PMBOK Guide, karta projektu powinna zawierać informacje na temat następujących tematów na wysokim poziomie ogólności jednak zawierając odniesienie do dokładnych opisów:
- powód uruchomienia projektu
- cele projektu
- koncepcję rozwiązania i główne komponenty zakresu
- tożsamość głównych interesariuszy (ang. stakeholders), a przede wszystkim sponsora projektu
- główne ryzyka
- kamienie milowe
- korzyści płynące z projektu
- ogólny plan kosztów
- niekiedy osobę kierownika projektu